# Gimnasia y Esgrima de Buenos Aires
Le Gimnasia y Esgrima de Buenos Aires est un club omnisports qui dispose en son sein d'une section rugby à XV et est situé dans la Province de Buenos Aires en Argentine.

## Histoire
Le Gimnasia y Esgrima est fondé en 1880, en tant que club de gymnastique et d'escrime, et sa section rugby à XV est créée en 1908.

## Palmarès
- Vainqueur du Tournoi de l'URBA à 4 reprises entre 1911 et 1939.